# Козлов, Геннадий Васильевич (генерал)
Геннадий Васильевич Козлов (15 июля 1937, Алтайский край, СССР — 3 августа 1988, Смоленск, Россия) — советский военачальник, генерал-лейтенант.

## Биография

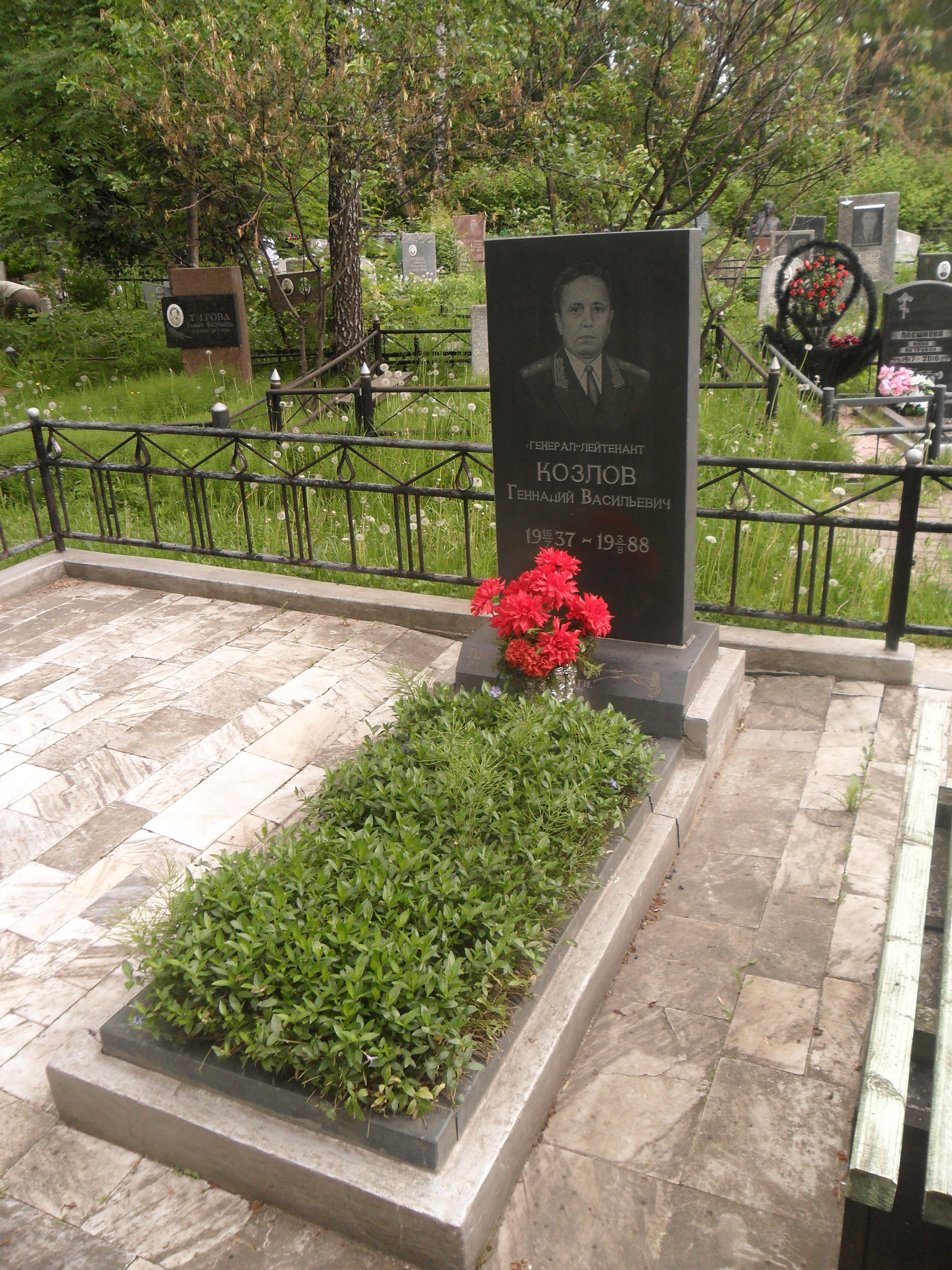
Могила Козлова на Братском кладбище Смоленска.

Геннадий Козлов родился в селе Ново-Повалиха Первомайского района Алтайского края. В 1955 году окончил среднюю школу в посёлке Краюшкино. В том же году был призван на службу в Советскую Армию. В 1958 году окончил Иркутское авиационное техническое училище. Служил на различных командных и штабных должностях. В 1966 году окончил Ростовское высшее командно-инженерное училище имени Неделина, после чего служил в Ракетных войсках стратегического назначения. Командовал группой, был заместителем командира ракетного дивизиона, командиром ракетного полка. В 1974 году окончил академические курсы при Военной академии им. Ф. Э. Дзержинского. В 1974—1976 годах Козлов был заместителем командира — начальником штаба ракетной дивизии, в 1976—1981 годах командовал 47-й ракетной дивизией. В 1981—1982 годах генерал-майор Геннадий Козлов был заместителем командующего ракетной армией по боевой подготовке. В 1982 году заочно окончил Военную академию имени Дзержинского.
С 1982 года проживал в Смоленске. В 1982—1985 годах был начальником штаба 50-й ракетной армии, в 1985—1988 годах — командующим этой армией. Умер после продолжительной болезни 3 августа 1988 года, похоронен на Братском кладбище Смоленска.